# Charmes-en-l’Angle
Charmes-en-l’Angle – miejscowość i gmina we Francji, w regionie Grand Est, w departamencie Górna Marna.
Według danych na rok 1990 gminę zamieszkiwało 9 osób, a gęstość zaludnienia wynosiła 1 osób/km².